# 联合循环
複循環（Combined cycle），又稱複合循環或者聯合循環，是一种使用多种热力学循环串联来获得更高热效率的方式，將其轉換成機械能。比如在发电时，前一级产生的废气被用来驱动下一级热机推动发电机，提高了燃料的效率。
在一般的热力发电厂中，较常见的联合循环式一级布雷顿循环后加一级郎肯循环。
联合循环的实现使得燃氣發電的热机效率由34%大幅提高到超過51%，即是使用相同燃料的情況下，增加近一半發電量。
在香港，由於政府不批准興建新的發電機，南丫發電廠於2002年把兩台125兆瓦燃氣輪機被改裝為一台聯合循環機組，並生產多95兆瓦電力，總共345兆瓦（原本的1.38倍）。另外中電集團旗下的龍鼓灘發電廠亦採用聯合循環技術發電。

## 参看
- 程循環（英语：Cheng cycle）
- 電源成本